# 일본국 헌법 제9조
일본국 헌법 제9조(일본어: 日本国憲法第9条 니혼코쿠켄포 다이큐조[*])는 일본국 헌법 조문 중 하나로, 일본국 헌법 제2장의 '전쟁의 포기(戦争の放棄)'를 구성하는 단독 조문이다.
일본국 헌법 전문과 함께 3대 원칙의 하나인 평화주의를 규정하고 있다. 이 조문은 헌법 제9조 제1항의 내용인 전쟁의 포기, 헌법 제9조 제2항 전단의 내용인 전력(戰力)의 포기, 헌법 제9조 제2항 후단의 교전권 부인 등 총 3가지 규범적 요소로 구성되어 있다.
평화헌법(일본어: 平和憲法), 부전조약(不戦条約), 부전의 맹세(不戦の誓い)라고도 불린다. 일본의 보수 우파 정치세력을 중심으로 헌법 제9조를 개정하려는 움직임이 있지만 주변국이 반발하고 있으며 일본 내에서도 각계 각층의 의견이 엇갈리고 있다.

## 배경

### 포츠담 선언
일본국 헌법 제9조의 입법 배경으로 대서양 헌장(1941년), 포츠담 선언(1945년), SWNCC228 문서(1946년) 등이 거론된다. 이 중 1945년 7월 26일 발표한 포츠담 선언에서는 일본군의 무장해제와 더불어 재군비 방지를 시사하는 조항이 포함되어 있다.

### 연합군 점령하의 일본
제2차 세계 대전에서 패배한 일본 제국은 더글러스 맥아더가 이끄는 연합군 최고사령부(GHQ)에 의해 통치를 받으며 헌법 개정을 강요받았다. 일본 정부는 헌법 개정에 착수하였고,  여러차례의 논의 끝에 새롭게 개정된 헌법 조문에 따라 군대 보유가 금지되었다. 뿐만 아니라 전쟁과 무력행사를 영구히 포기하였으며, 국가의 교전권을 부인하였다.

### 적용
1947년 5월 3일부터 시행하여 현재에 이른다. 일본 정부는 자위대를 창설하여 주일 미군과 공동으로 연합 방위 태세를 유지하고 있다. 일본은 군대 보유가 금지되어 있어 군대가 없는 나라에 해당하지만, 국제 기구는 일본을 군대가 없는 나라 목록에 포함시키지 않으며, 일본 정부도 공식 입장으로 자위대를 국제법상 군대로 규정하고 있다.

## 조문
일본국 헌법 제9조 【전쟁 포기, 전력 및 교전권 부인】

① 일본국민은 정의와 질서를 기초로 하는 국제 평화를 성실히 바라고 추구하며,
　 국제 분쟁을 해결하는 수단으로써 국권이 발동되는 전쟁과
　  무력에 의한 위협 또는 무력 행사를 영구히 포기한다.
② 전항의 목적을 달성하기 위하여 육·해·공군, 그 밖의 전력을 보유하지 않는다.
　 국가 교전권은 인정하지 않는다.

### 원문
第9条 【戦争の放棄、戦力及び交戦権の否認】

① 日本国民は、正義と秩序を基調とする国際平和を誠実に希求し
　 国権の発動たる戦争と、武力による威嚇又は武力の行使は、
　 国際紛争を解決する手段としては永久にこれを放棄する。
② 前項の目的を達するため、陸海空軍その他の戦力は、これを保持しない
　 国の交戦権は、これを認めない。

### 영문
RENUNCIATION OF WAR Article 9

① Aspiring sincerely to an international peace based on justice and order,
　 the Japanese people forever renounce war as a sovereign right of the nation and
　 the threat or use of force as means of settling international disputes.
② In order to accomplish the aim of the preceding paragraph, land, sea, and air forces,
　 as well as other war potential, will never be maintained.
　 The right of belligerency of the state will not be recognized.

## 논란
2014년 7월 1일 아베 신조(安倍晋三) 내각은 일본 헌법 9조에 대한 새로운 해석을 내리는 결의안 '집단적 자기 방위'는 일본에 대한 무력 공격뿐만 아니라 일본이 긴밀한 관계를 유지하고 있는 국가에 대한 공격의 경우와 그러한 공격의 심각한 위협이있는 경우에도 자위대를 사용할 수 있습니다.'를 채택했다. 이 결의안에 따르면 일본은 현행 헌법 하에서 집단적 자위권을 행사할 수 있게 된다. 이전에도 일본은 제9조를 개정하려는 시도를 되풀이하기도 했다.

## 같이 보기
- 자위대
  - 육상자위대
  - 해상자위대
  - 항공자위대
- 군대가 없는 나라 목록
- 일본국 헌법
- 9조 모임 : 헌법 제9조의 개정을 반대하는 작가 9인의 모임